# Herz-Jesu-Kirche (Gresaubach)

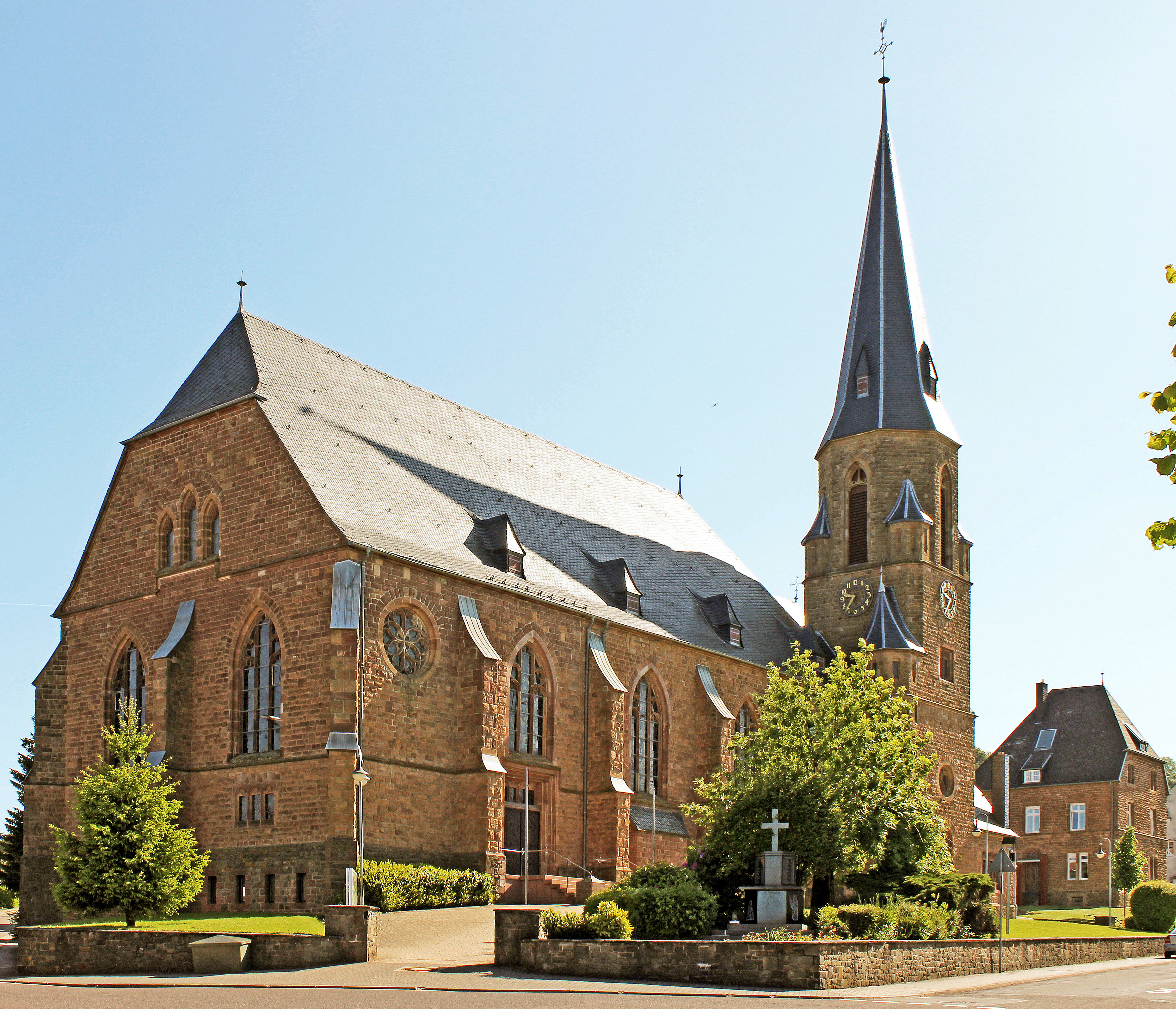
Die katholische Pfarrkirche Herz Jesu in Gresaubach

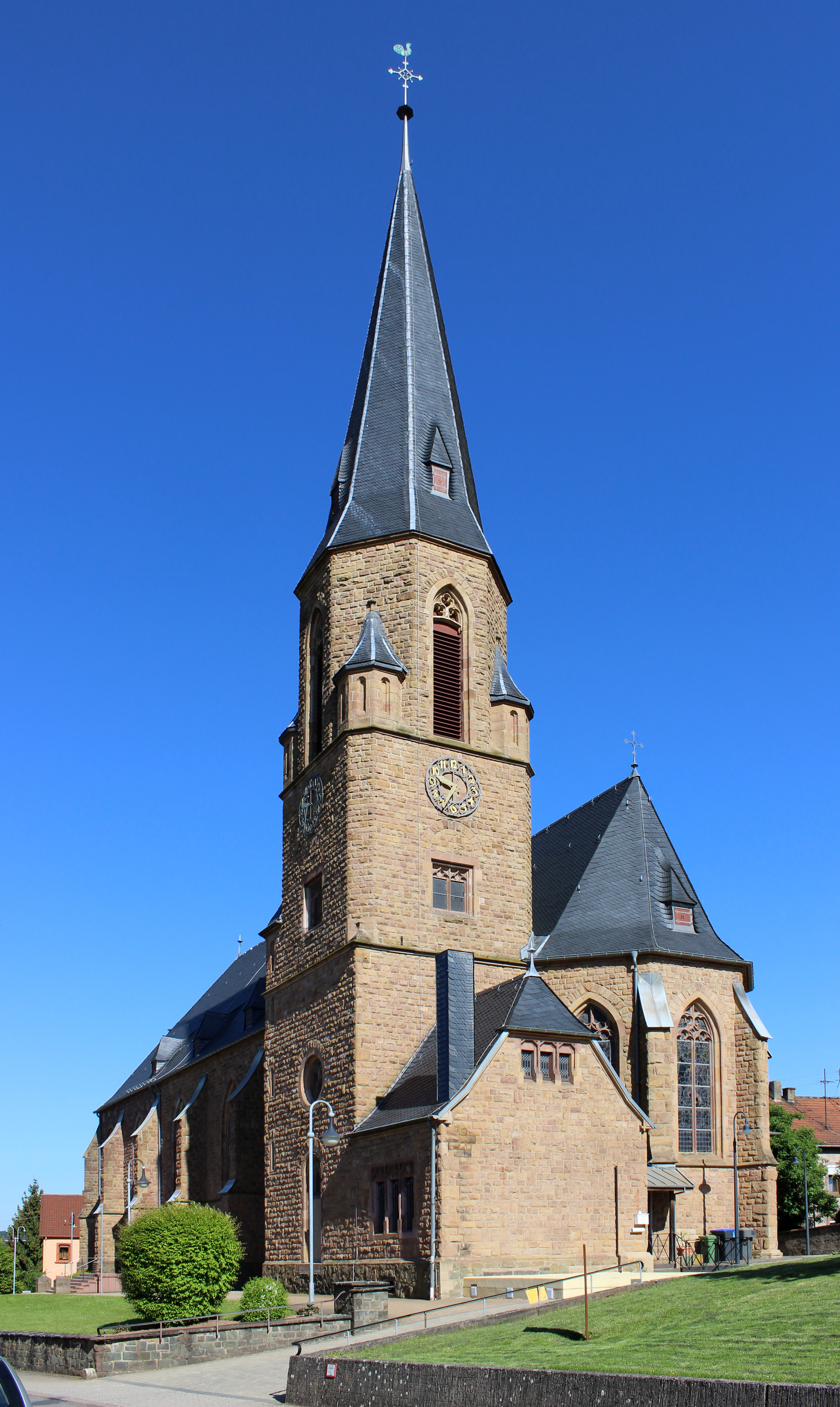
Weitere Ansicht der Kirche

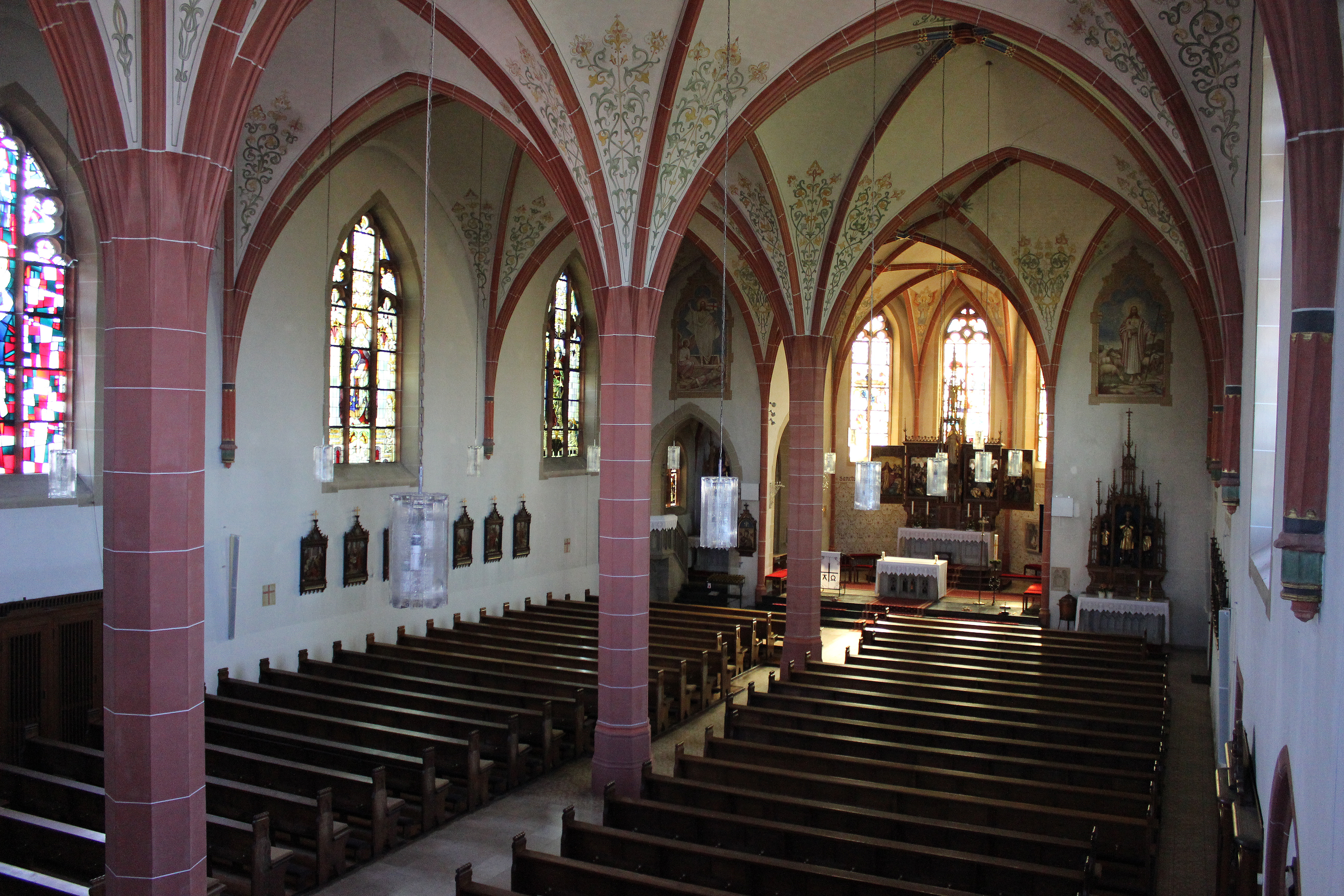
Blick ins Innere der Kirche

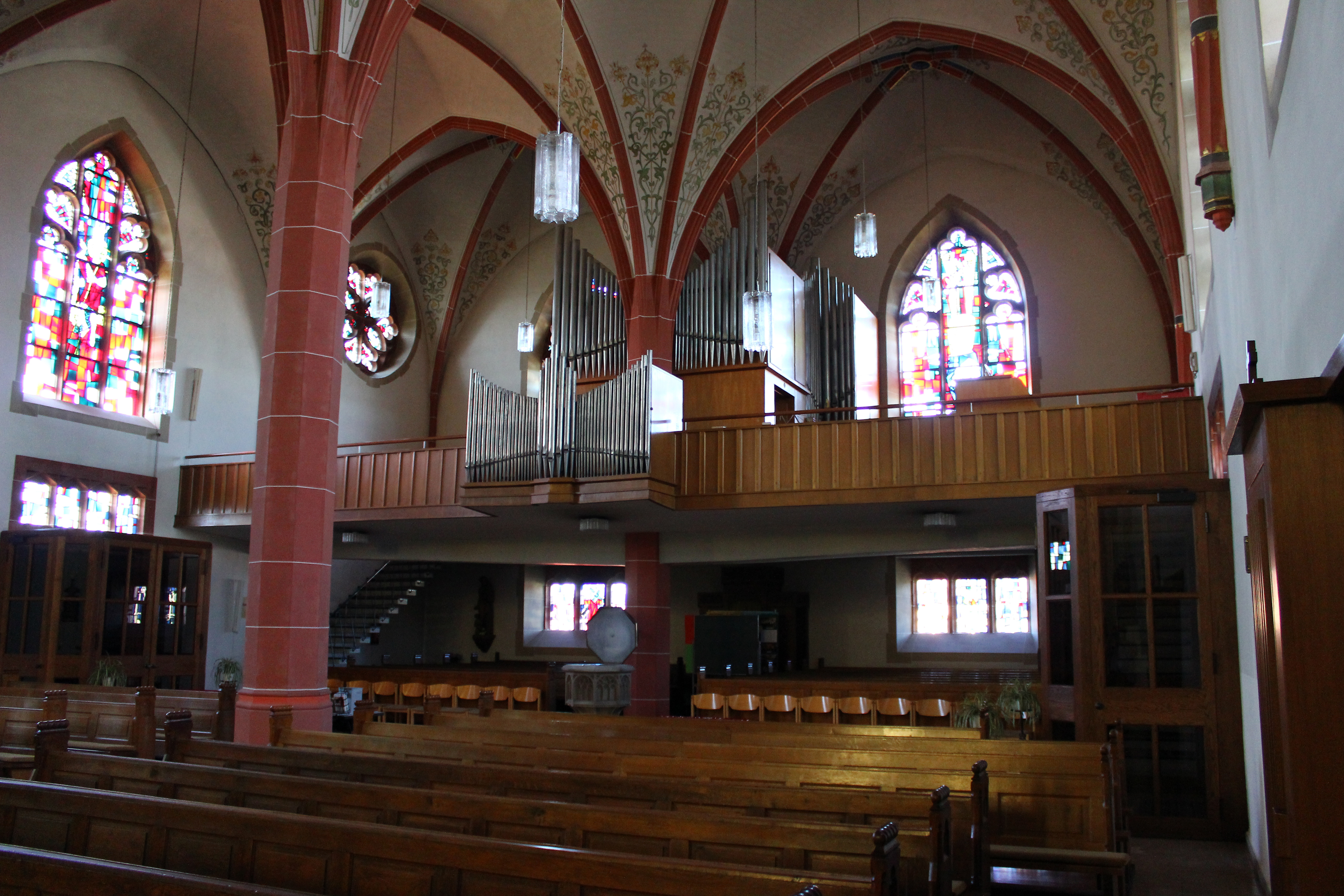
Blick zur Empore mit Orgelprospekt

Die Herz-Jesu-Kirche ist eine römisch-katholische Pfarrkirche in saarländischen Gresaubach, einem Stadtteil von Lebach, Landkreis Saarlouis. Sie trägt das Patrozinium der Verehrung des heiligsten Herzens Jesu. In der Denkmalliste des Saarlandes ist die Kirche als Einzeldenkmal aufgeführt.

## Geschichte
Seit dem Mittelalter gehörten die Katholiken von Gresaubach zur Pfarrei Bettingen, Teil des heutigen Ortes Schmelz.
In einem Visitationsprotokoll der Bettinger Pfarrei von 1618 findet sich die erste schriftliche Erwähnung einer Kapelle in Gresaubach, die dem heiligen Wendalinus gewidmet war.
In den Jahren 1735 und 1836 wurde die Kapelle, in der bis 1903 nur Andachten stattfanden, Restaurierungen unterzogen.
Nach einer zwischenzeitlichen Zuordnung zur Pfarrei Limbach, blieb Gresaubach Filiale von Bettingen. Im Jahr 1907 erfolgte die Erhebung Gresaubachs zur Vikarie.
Nachdem 1897 ein Kirchenbauverein gegründet worden war, konnte am 2. Februar 1910 der Grundstein zur heutigen Kirche gelegt werden, die nach Plänen des Architekten und Dombaumeisters Julius Wirtz aus (Trier) errichtet wurde. Schon am 18. Dezember 1910 konnte der Trierer Weihbischof Karl Ernst Schrod die Einsegnung vornehmen. Geplant wurde das Gotteshaus mit fünf Jochen, von denen aber zunächst nur drei gebaut wurden. Die Errichtung des Kirchturms erfolgte 1911. In den Jahren 1958 bis 1961 wurde durch den Architekten Hans Geimer (Bitburg) eine Erweiterung des Kirchengebäudes vorgenommen und die fehlenden zwei Joche ergänzt. In den Jahren 1992 bis 1995 wurde die Kirche restauriert.

## Architektur und Ausstattung
Das Kirchengebäude wurde im Stil des Historismus errichtet, wobei vor allem Formen der Neugotik aufgegriffen wurden.
Bemerkenswert ist die Anlage des Gotteshauses als Kirche mit zwei Schiffen von gleicher Höhe und Breite. Dies ist im Saarland bei keinem anderen Sakralbau vorzufinden. Im Mittelgang tragen achteckige rote Pfeiler aus Sandstein Spitzbögen. Die Decken in den beiden Schiffen sind als Kreuzrippengewölbe, die Decke des Chorraums als Netzgewölbe ausgebildet.
Besondere Ausstattungsgegenstände sind der reich geschnitzte Hochaltar und die Maßwerkfenster. Der Hochaltar, ein gotisierender Flügelaltar, ist eine Stiftung der Schwestern Schedler. Auch die übrige Ausstattung wurde von den Einwohnern Gresaubachs finanziert.
Erwähnenswert sind auch die Ausmalung der Gewölbe mit floralen Motiven und die den Chorraum flankierenden Wandmalereien.

## Orgel
Die Orgel der Kirche wurde 1931 von der Firma Späth Orgelbau (Mengen) erbaut. Das Instrument verfügt über 28 Register, verteilt auf 3 Manuale und Pedal. Die Spiel- und Registertraktur ist elektrisch.
| I Hauptwerk C–g3 |               |       |
| 1.               | Gedacktpommer | 16′   |
| 2.               | Prinzipal     | 8′    |
| 3.               | Flöte         | 8′    |
| 4.               | Salizional    | 8′    |
| 5.               | Oktave        | 4′    |
| 6.               | Zartflöte     | 4′    |
| 7.               | Nasat         | 2 ⁄3′ |
| 8.               | Superoktave   | 2′    |
| 9.               | Mixtur IV–VI  |       |
| 10.              | Trompete      | 8′    |

| II Oberwerk C–g3 |              |       |
| 11.              | Gedackt      | 8′    |
| 12.              | Suavial      | 8′    |
| 13.              | Prinzipal    | 4′    |
| 14.              | Nachthorn    | 2′    |
| 15.              | Quinte       | 1 ⁄3′ |
| 16.              | Cymbel III   |       |
| 17.              | Rohrschalmei | 8′    |
|                  | Tremulant    |       |

| III Brüstungspositiv C–g3 |                |    |
| 18.                       | Koppelflöte    | 8′ |
| 19.                       | Quintade       | 4′ |
| 20.                       | Prinzipal      | 2′ |
| 21.                       | Sesquialter II |    |
| 22.                       | Scharff III    |    |
| 23.                       | Musette        | 8′ |
|                           | Tremulant      |    |

| Pedal C–f1 |                                    |     |
| 24.        | Violonbass                         | 16′ |
| 25.        | Subbass                            | 16′ |
|            | Zartbass (Windabschwächung Nr. 25) | 16′ |
| 26.        | Oktavbass                          | 8′  |
| 27.        | Piffaro II                         |     |
| 28.        | Posaune                            | 16′ |

- Koppeln: II/I, III/I, III/II, I/P, II/P, III/P
- Spielhilfen: 2 freie Kombinationen, Setzer, Sequenzer Vor/Zurück, Crescendowalze, Walze Ein/Aus, Tutti